# Uelzena
Die Uelzena eG ist ein norddeutsches Milchverarbeitungsunternehmen mit Hauptsitz in der niedersächsischen Hansestadt Uelzen und weiteren Standorten in Bismark, Ratzeburg, Neumünster und Warmsen sowie seit 2019 einer Beteiligung bei der BHI, Münchberg.

## Geschichte
Das Unternehmen wurde 1952 in Lüchow gegründet und startete als sogenannte Ostmilch die Produktion an den Standorten Uelzen und Lüchow. Von 1972 an firmierte das Unternehmen unter dem Namen Uelzena Milchwerke eGmbH, ab 1955 als Uelzena Milchwerke eG und seit 1999 schließlich als Uelzena eG.
Als einer der größten deutschen Milchverarbeiter ist die Uelzena-Gruppe ein überregionaler Verarbeiter von Milchprodukten und Hersteller von Butter, Butterschmalz, Milchpulver und Käse sowie Hersteller von Getränkepulvern in Europa. Das Unternehmen verarbeitete im Geschäftsjahr 2019 rund 638 Mio. Kilogramm Milch.

## Konzern
In den Jahresabschluss der Uelzena eG werden einbezogen:
(Stand: 31. Dez. 2020)
- Altmark-Käserei Uelzena GmbH, Bismark (100 %)
- Hoche Butter GmbH, Uelzen (100 %)
- H. Schoppe & Schultz GmbH & Co. KG, Ratzeburg (100 %)
- Schoppe Beteiligungs GmbH, Ratzeburg (100 %)
- Uelzena Grundbesitz- und Verwaltungsges. mbH, Uelzen (100 %)
- Verwaltungsgesellschaft H. Schoppe & Schultz mbH, Ratzeburg (100 %)
- Uelzena Immobilien GmbH, Uelzen (100 %)
- WS Warmsener Spezialitäten GmbH, Warmsen (100 %)
- DFF Dairy Fine Food GmbH, Ratzeburg (50 %) – (50 % Bayernland eG)
- MTW Immobilien GmbH, Neumünster (25 %)
- MTW Milchtrockenwerk Norddeutschland GmbH, Neumünster (25 %)
- BHI Biohealth International GmbH[1], Münchberg (65 %) – (35 % MIDAS Private Equity)

## Marken
Die Produkte werden unter den Marken Uelzena, Butaris, Buvita, Trilactis, Buti, Grubon, Hoche Butter, Scho u. a. vertrieben.